# NGC 1300
NGC 1300 (другие обозначения — ESO 547-31, MCG −3-9-18, UGCA 66, IRAS03174-1935, PGC 12412) — спиральная галактика с перемычкой, находится на расстоянии около 60 миллионов световых лет в созвездии Эридан. Размер NGC 1300—110 тысяч световых лет, это немного больше нашей галактики, Млечный Путь.
Характерной особенностью этой галактики является отсутствие активного ядра, что может указывать на отсутствие достаточно массивной чёрной дыры, либо на отсутствие аккреции.
NGC 1300 также имеет сильный бар, где есть большое количество молекулярного газа.
В галактике было обнаружено и исследовано 233 гигантских молекулярных облака, при этом они есть не только в спиральных рукавах, но и в баре, где нет сильного звёздообразования. Их свойства в разных областях NGC 1300 практически не различаются.
Изображение галактики было получено с космического телескопа Хаббл в сентябре 2004 года. Оно является одним из самых больших изображений телескопа Хаббл, показывающих галактику целиком.
Этот объект входит в число перечисленных в оригинальной редакции «Нового общего каталога».
Галактика NGC 1300 входит в состав группы галактик NGC 1300. Помимо NGC 1300 в группу также входят NGC 1297, PGC 12680 и ESO 548-5.